# Mike Ricci
Michael Ricci, född 27 oktober 1971 i Scarborough, Ontario, är en kanadensisk före detta professionell ishockeyspelare.

## Spelarkarriär
Mike Ricci valdes av Philadelphia Flyers som fjärde spelare totalt i NHL-draften 1990 efter tre säsonger i Peterborough Petes i OHL. Ricci spelade två säsonger i Philadelphia Flyers innan han sommaren 1992 byttes bort till Quebec Nordiques med bland annat Peter Forsberg i utbyte mot Eric Lindros i en av de största och mest omtalade bytesaffärerna i NHL:s historia.
Ricci gjorde 78 poäng under sin första säsong i Quebec Nordiques 1992–93 vilket skulle stå sig som personbästa. Följande säsong, 1993–94, gjorde han personbästa 30 mål. Fem av målen kom i en och samma match mot San Jose Sharks 17 februari 1994.
Säsongen 1995–96 flyttade Quebec Nordiques till Denver och omvandlades till Colorado Avalanche. Redan första året i Colorado var Ricci med om att vinna Stanley Cup efter det att Colorado Avalanche besegrat Vancouver Canucks, Chicago Blackhawks, Detroit Red Wings och Florida Panthers i slutspelet.
21 november 1997 bytte Colorado Avalanche bort Ricci till San Jose Sharks. Ricci spelade sju säsonger för Sharks fram till 2004 då han skrev på som free agent för Phoenix Coyotes.
2005 bytte Ricci tröjnummer till nummer 40 för att hedra tidigare NFL-spelaren Pat Tillman som stupat i strid när han tjänstgjorde för den amerikanska armén.
Den 13 augusti 2007 meddelade Ricci att han avslutar sin karriär eftersom han inte återhämtat sig tillräckligt efter en nackoperation. Säsongen 2007–08 började han som rågivare för San Jose Sharks .

## Statistik

### Klubbkarriär
| 1987–88 | Peterborough Petes  | OHL | 41   | 24  | 37  | 61  | 20  | 12  | 7  | 6  | 13 | 12 |
| 1988–89 | Peterborough Petes  | OHL | 60   | 54  | 52  | 106 | 43  | 17  | 19 | 16 | 35 | 18 |
| 1989–90 | Peterborough Petes  | OHL | 60   | 52  | 64  | 116 | 39  | –   | –  | –  | –  | –  |
| 1990–91 | Philadelphia Flyers | NHL | 68   | 21  | 20  | 41  | 64  | –   | –  | –  | –  | –  |
| 1991–92 | Philadelphia Flyers | NHL | 78   | 20  | 36  | 56  | 93  | –   | –  | –  | –  | –  |
| 1992–93 | Quebec Nordiques    | NHL | 77   | 27  | 51  | 78  | 123 | 6   | 0  | 6  | 6  | 8  |
| 1993–94 | Quebec Nordiques    | NHL | 83   | 30  | 21  | 51  | 113 | –   | –  | –  | –  | –  |
| 1994–95 | Quebec Nordiques    | NHL | 48   | 15  | 21  | 36  | 40  | 6   | 1  | 3  | 4  | 8  |
| 1995–96 | Colorado Avalanche  | NHL | 62   | 6   | 21  | 27  | 52  | 22  | 6  | 11 | 17 | 18 |
| 1996–97 | Colorado Avalanche  | NHL | 63   | 13  | 19  | 32  | 59  | 17  | 2  | 4  | 6  | 17 |
| 1997–98 | Colorado Avalanche  | NHL | 6    | 0   | 4   | 4   | 2   | –   | –  | –  | –  | –  |
| 1997–98 | San Jose Sharks     | NHL | 59   | 9   | 14  | 23  | 30  | 6   | 1  | 3  | 4  | 6  |
| 1998–99 | San Jose Sharks     | NHL | 82   | 13  | 26  | 39  | 68  | 6   | 2  | 3  | 5  | 10 |
| 1999–00 | San Jose Sharks     | NHL | 82   | 20  | 24  | 44  | 60  | 12  | 5  | 1  | 6  | 2  |
| 2000–01 | San Jose Sharks     | NHL | 81   | 22  | 22  | 44  | 60  | 6   | 0  | 3  | 3  | 0  |
| 2001–02 | San Jose Sharks     | NHL | 79   | 19  | 34  | 53  | 44  | 12  | 4  | 6  | 10 | 4  |
| 2002–03 | San Jose Sharks     | NHL | 75   | 11  | 23  | 34  | 53  | –   | –  | –  | –  | –  |
| 2003–04 | San Jose Sharks     | NHL | 71   | 7   | 19  | 26  | 40  | 17  | 2  | 3  | 5  | 4  |
| 2005–06 | Phoenix Coyotes     | NHL | 78   | 10  | 6   | 16  | 69  | –   | –  | –  | –  | –  |
| 2006–07 | Phoenix Coyotes     | NHL | 7    | 0   | 1   | 1   | 4   | –   | –  | –  | –  | –  |
| 2006–07 | San Antonio Rampage | AHL | 2    | 0   | 0   | 0   | 0   | –   | –  | –  | –  | –  |
|         | NHL totalt          |     | 1099 | 243 | 362 | 605 | 979 | 110 | 23 | 43 | 66 | 77 |

### Internationellt
| År            | Lag           | Turnering     | Matcher | Mål | Assist | Poäng | Utv |
| ------------- | ------------- | ------------- | ------- | --- | ------ | ----- | --- |
| 1989          | Kanada        | JVM           | 7       | 5   | 2      | 7     | 6   |
| 1990          | Kanada        | JVM           | 5       | 0   | 4      | 4     | 0   |
| 1994          | Kanada        | VM            | 8       | 2   | 1      | 3     | 8   |
| Junior totalt | Junior totalt | Junior totalt | 12      | 5   | 6      | 11    | 6   |
| Senior totalt | Senior totalt | Senior totalt | 8       | 2   | 1      | 3     | 8   |

## Skådespeleri
Ricci spelade rollen som Elmer Lach i filmen om Maurice Richard från 2005, The Rocket . Av flera NHL-spelare som är med i filmen är Ricci den enda som har en replik.